# 水成论
水成论是地质学史上的一种学说，由德国地质学家亚伯拉罕·戈特洛布·维尔纳于18世纪晚期所创立。水成论主张地球一切的岩石都是在水中沉积形成的，强调水的沉积作用，不承认存在火成岩一类的岩石。维尔纳是著名的地质教育家，所以水成论曾盛行一时。与之对立的是由苏格兰地质学家詹姆斯·哈顿提出的火成论。水成论与火成论之间的争论持续了几十年，成为地质学史上著名的“水火之争”。